# Gregor Vogt-Spira
Gregor Vogt-Spira (* 27. Mai 1956 in Ettenheim) ist ein deutscher Klassischer Philologe, dessen Schwerpunkt in der Latinistik liegt.

## Leben
Gregor Vogt-Spira studierte Latein, Griechisch, Mathematik und Philosophie an der Albert-Ludwigs-Universität Freiburg, der Johannes Gutenberg-Universität Mainz sowie in Paris und Rom. Er legte zunächst das Erste Staatsexamen in Freiburg ab, später folgten dort ebenfalls seine Promotion und Habilitation im Fach Klassische Philologie.
Nach drei Jahren als wissenschaftlicher Mitarbeiter an der Universität Konstanz ging er 1988 als wissenschaftlicher Assistent zurück an die Universität Freiburg. 1994 wurde er auf eine Gründungsprofessur für Latinistik an der Universität Greifswald berufen. Dort lehrte er, bis er 2006 eine Professur an der Philipps-Universität Marburg übernahm. 2022 wurde Vogt-Spira emeritiert.
Vogt-Spira war bis 2008 Vertrauensdozent der Studienstiftung des deutschen Volkes und Mitglied der Auswahlkommission. Vom 1. Februar 2008 bis zum 31. Januar 2012 war er Generalsekretär der Villa Vigoni. Er ist Korrespondierendes Mitglied der Accademia Petrarca di Lettere, Arti e Scienze in Arezzo, CA der Societé Internationale des Études Néroniennes und Mitbegründer des Netzwerkes Colloquium Balticum. Er ist seit 2018 Mitglied der Geisteswissenschaftlichen Klasse in der Akademie gemeinnütziger Wissenschaften zu Erfurt. Im Jahre 2020 wurde ihm durch die Universität Lettlands die Ehrendoktorwürde verliehen.
Vogt-Spira widmet sich vor allem der auch fachübergreifend relevanten Theoretisierung von Literatur und befasst sich dabei mit antiken und humanistischen Poetikkonzepten sowie der Literaturgeschichtsschreibung.

## Schriften
- als Herausgeber: Studien zur vorliterarischen Periode im frühen Rom (= ScriptOralia. Reihe A: Altertumswissenschaftliche Reihe. Band 2). Gunter Narr, Tübingen 1989, ISBN 3-87808-340-8.
- als Herausgeber: Strukturen der Mündlichkeit in der römischen Literatur (= ScriptOralia. Reihe A: Altertumswissenschaftliche Reihe. Band 4). Gunter Narr, Tübingen 1990, ISBN 3-8233-4473-0.
- mit Eckard Lefèvre und Ekkehard Stärk: Plautus barbarus. 6 Kapitel zur Originalität des Plautus (= ScriptOralia. Reihe A: Altertumswissenschaftliche Reihe. Band 8). Gunter Narr, Tübingen 1991, ISBN 3-8233-4242-8.
- Dramaturgie des Zufalls. Tyche und Handeln in der Komödie Menanders (= Zetemata. Heft 88). C. H. Beck, München 1992, ISBN 3-406-35477-7.
- als Herausgeber: Beiträge zur mündlichen Kultur der Römer (= ScriptOralia. Reihe A: Altertumswissenschaftliche Reihe. Band 11). Gunter Narr, Tübingen 1993, ISBN 3-8233-4262-2.
- Waltharius. Lateinisch/deutsch. Übersetzt und herausgegeben. Reclam, Stuttgart 1994, ISBN 3-15-004174-0.
- Iulius Caesar Scaliger, Poetices libri septem. Band 4: Buch 5. Herausgegeben, übersetzt, eingeleitet und erledigt. Frommann-Holzboog, Stuttgart-Bad Cannstatt 1998, ISBN 3-7728-1505-7.
- als Herausgeber mit Bettina Rommel: Rezeption und Identität. Die kulturelle Auseinandersetzung Roms mit Griechenland als europäisches Paradigma. Franz Steiner, Stuttgart 1999, ISBN 3-515-07059-1.
- als Herausgeber mit Luigi Castagna: Pervertere. Ästhetik der Verkehrung. Literatur und Kultur neronischer Zeit und ihre Rezeption (= Beiträge zur Altertumskunde. Band 151). K. G. Saur, München/Leipzig 2002, ISBN 3-598-77700-0.
- mit Luc Deitz: Iulius Caesar Scaliger, Poetices libri septem. Band 5: Buch 6 und 7. Herausgegeben, übersetzt, eingeleitet und erledigt. Frommann-Holzboog, Stuttgart-Bad Cannstatt 2003, ISBN 3-7728-1506-5.
- Was ist Literatur in Rom? Eine antike Option der Schriftkultur. Olms, Hildesheim/Zürich/New York 2008, ISBN 978-3-487-13898-5.
- als Herausgeber mit Anke Fischer und Luigi Galimberti-Faussone: Die Zukunft Europas. Junge Europäer aus Deutschland und Italien im Gespräch mit Giorgio Napolitano und Christian Wulff (= Impulse. Band 6). Franz Steiner, Stuttgart 2012, ISBN 978-3-515-10128-8.
- als Herausgeber mit Joachim Starbatty und Jürgen Wertheimer: Kultur des Wettbewerbs – Wettbewerb der Kulturen (= Impulse. Band 7). Franz Steiner, Stuttgart 2012, ISBN 978-3-515-10171-4.
- als Herausgeber mit Bernd Sösemann: Friedrich der Große in Europa. Geschichte einer wechselvollen Beziehung. 2 Bände, Franz Steiner, Stuttgart 2012, ISBN 978-3-515-09924-0.
- als Herausgeber mit Arne Jönsson: The classical tradition in the Baltic region. Perceptions and adaptations of Greece and Rome (= Spudasmata. Band 171). Olms, Hildesheim/Zürich 2017, ISBN 978-3-487-15583-8.
- Studien zur römischen Anthropologie. Rombach Wissenschaft, Baden-Baden 2022, ISBN 978-3-96821-850-2.